# یلسوم
یلسوم (به هلندی: Jelsum) یک منطقهٔ مسکونی در هلند است که در لیوواردرادیل واقع شده‌است. یلسوم ۱۹۵ نفر جمعیت دارد.